# Sandra Goldbacher
Sandra Goldbacher (ur. 1960 w Londynie) – brytyjska reżyserka i scenarzystka pochodzenia żydowskiego.

Absolwentka University of Sussex (literatura francuska) oraz rocznego kursu filmowego i wideo na Middlesex University.

## Filmografia
kino
- 1998 – The Governess
- 2001 – Me Without You

telewizja
- 2012 – Czas prawdy (2 sezon, 1 i 2 odcinek)
- 2007 – Zaczarowane baletki
- 2016 – Wiktoria (1 sezon, 4 i 5 odcinek)
- 2018 – Próba niewinności (wszystkie odcinki)
- 2019 – The Accident (cztery odcinki)